# La Nuit des diables
Pour plus de détails, voir Fiche technique et Distribution.
La Nuit des diables (La notte dei diavoli) est un film d'horreur italien de Giorgio Ferroni, sorti en 1972.
Il s'agit d'une adaptation de la nouvelle La Famille du Vourdalak (1839) de Alexis Konstantinovitch Tolstoï.

## Synopsis
Un jeune commerçant en bois, Nicola, se réveille amnésique et épuisé dans une clinique. Il ne se souvient pas de ce qui lui est arrivé et il a été retrouvé errant dans les bois, à la frontière entre l'Italie et la Yougoslavie. Chaque nuit, il est hanté par de terrifiants cauchemars. La venue d'une superbe jeune femme, Sdenka, à son chevet le rend fou furieux et agressif. Car elle est liée au drame l'ayant fait basculer dans l'amnésie. Toujours hospitalisé, Nicola se souvient...
Après un accident de voiture, Nicola a été recueilli par une famille de paysans, les Ciuevelak, isolée du monde extérieur et terrifiée par la nuit. Nicola a appris avec stupeur que la région était infestée de "vourdalaks", des créatures buvant le sang de leurs victimes... Si un membre de la famille venait à être mordu par ces monstres, il deviendrait à son tour un vampire condamné à supprimer tous ses proches pour échapper à leur propre solitude. Le patriarche est contaminé et, avant que son état empire, demande à ses proches de ne pas le laisser rentrer. Sinon, ils deviendront ses proies et il les transformera à leur tour en créatures assoiffées de sang. 

## Fiche technique
- Titre original : La notte dei diavoli
- Titre français : La Nuit des diables
- Réalisation : Giorgio Ferroni
- Scénario : Romano Migliorini et Giambattista Mussetto, d'après la nouvelle La Famille du Vourdalak de Alexis Konstantinovitch Tolstoï
- Montage : Gianmaria Messeri
- Musique : Giorgio Gaslini
- Photographie : Manuel Berenguer
- Production : Luigi Mariani et Eduardo Manzanos Brochero
- Société de production : Filmes Cinematografica, Due Emme Cinematografica, Copercines et Cooperativa Cinemátografica
- Société de distribution : P.A.C.
- Pays d'origine :  Italie
- Langue originale : italien
- Format : couleur
- Genre : horreur
- Durée : 89 minutes
- Date de sortie :
  - Italie : 29 avril 1972

## Distribution
- Gianni Garko : Nicola
- Agostina Belli : Sdenka
- Roberto Maldera (sous le nom de « Mark Roberts ») : Jovan
- Cinzia De Carolis : Irina
- Teresa Gimpera : Elena
- Bill Vanders (it) : Gorca Ciuvelak
- Umberto Raho : Docteur Tosi
- Luis Suárez : Vlado
- Sabrina Tamborra : Mira
- Rosita Toros et Stefano Oppedisano : Infirmiers
- Maria Monti : La sorcière